# Seznam vrst funkcij
Seznam vrst funkcij vsebuje vrste funkcij v skladu z njihovimi značilnostmi. Funkcije so razdeljene v skupine, ki so povezane z njihovo definicijo.  

## V povezavi s teorijo množic
- injektivna funkcija ima različne vrednosti za različne argumente
- surjektivna funkcija ima inverzno sliko za vsak element iz kodomene
- bijektivna funkcija je injektivna in surjektivna, kar pomeni, da obstoja tudi  inverzna.
- identična funkcija preslika vse elemente v same sebe
- konstantna funkcija ima stalno vrednost ne glede na vrednost argumentov
- prazna funkcija, njena domena je prazna množica

## V povezavi z operatorjem
Značilnosti teh funkcij kažejo na to, kako se funkcije obnašajo pri aritmetičnih operacijah.
Naslednje so posebni primeri homomorfizma nad binarnimi operacijami
- aditivna funkcija ohranja operacijo seštevanja f(x + y) = f(x) + f(y)
- multiplikativna funkcija ohranja operacijo množenja f(xy) = f(x)f(y)

Glede na negacijo so funkcije lahko 
- soda funkcija ali parne so simetrične glede na y-os, kar pomeni, da za vsak x velja f(x) = f(-x)
- liha funkcija ali neparne so simetrične glede na koordinatno izhodišče, kar pomeni, da za vsak x velja f(-x) = -f(x)

Glede na binarno operacijo in red so funkcije lahko
- subaditivna funkcija pri kateri je vrednost f(x + y) manjša ali enaka kot f(x) + f(y)
- superaditivna funkcija pri kateri je vrednost f(x + y) večja ali enaka kot f(x) + f(y)

## V povezavi s topologijo
- zvezna funkcija v kateri so inverzne slike odprte množice odprte.
- povsod nezvezna funkcija je tista funkcija, ki ni zvezna v poljubni točki domene
- homeomorfizem je injektivna funkcija, ki je tudi zvezna in njena inverzna funkcija je tudi zvezna

## V povezavi z urejenostjo
- monotona funkcija ne ohranja urejenosti (večji ali manjši) kateregakoli para vrednosti
- striktno monotona funkcija ohranja dano urejenost parov

## V povezavi z vrsto števil
V tej skupini funkcij se opazujeta vrsti števil v odvisnosti od tega ali števila spadajo med realna ali kompleksna števila
- analitična funkcija je lahko definirana lokalno s konvergentnimi potenčnimi vrstami
- aritmetična funkcija je tista, ki omogoča preslikavo iz pozitivnih celih števil v kompleksna števila
- diferenciabilna funkcija ima odvode vseh stopenj
- gladka funkcija ima odvode vseh redov
- holomorfna funkcija je funkcija s kompleksnimi vrednostmi kompleksne spremenljivke, pri tem pa je odvedljiva v vsaki točki domene
- meromorfna funkcija je funkcija s kompleksnimi vrednostmi, ki je holomorfna povsod razen v izoliranih točkah, ki jih imenujemo  poli
- cela funkcija je holomorfna funkcija, ki ima za domeno celotno kompleksno ravnino

## V povezavi z definicijo
- sestavljena funkcija je tista, je sestavljena s kompozicijo dveh funkcij f in g ter s preslikavo f(g(x))
- inverzna funkcija je določena s tem, da deluje obratno kot dana funkcija
- funkcija po delih je definirana z različnimi izrazi po različnih intervalih